# Martin (película)
Martin es una película de terror estadounidense de 1977 escrita y dirigida por George A. Romero.

## Argumento
El joven Martin (John Amplas) seda mujeres con una jeringa llena de narcóticos y luego rebana sus muñecas con una hoja de afeitar, para poder beber su sangre. Martin, quien viene a vivir con su tío abuelo y su prima en el pueblo de Braddock (Pensilvania), tiene visiones románticas monocromaticas sobre seducciones vampíricas y turbas con antorchas encendidas pero es imposible discernir que seriedad las toma. Además de los temas vampíricos, la película muestra la recesión de la década de 1970 en la forma de los residentes de Braddock.
El tío abuelo de Martin, el viejo y supersticioso Tada Cuda, a regañadientes acepta dar a Martin alojamiento y comida, por ser el pariente vivo más cercano, así como por ser su sobrino nieto. Cuda, un católico que trata a Martin como un vampiro del Viejo Mundo, intenta sin éxito repeler al muchacho con ristras de ajos colgadas por la casa y un crucifijo. Martin se burla de estos intentos y amargamente dice "Nunca hay verdadera magia... nunca".
Cuando Cuda le advierte a Martin que si asesina a alguien en Braddock podrían matarlo, Martin se dirige por las noches a la cercana ciudad de Pittsburgh y empieza a atacar a ladrones y traficantes de drogas para drenar su sangre, aunque aún se enfoca en seducir mujeres. Martin busca asesoramiento sobre las mujeres de un DJ y locutor de radio, quien lo llama "El Conde" y alienta a Martin para tratar de seducir chicas cuando el DJ se da cuenta de que sus oyentes consideran a Martin un hit. Al ponerse a trabajar en la tienda de abarrotes propiedad de Cuda, Martin traba amistad con una solitaria ama de casa, que termina convirtiéndose en flirteo con plenos derechos y resultados trágicos.

## Reparto
| Actor                   | Personaje                        |
| ----------------------- | -------------------------------- |
| John Amplas             | Martin Mathias                   |
| Lincoln Maazel          | Tada Cuda                        |
| Christine Forrest       | Prima Christina                  |
| Elyane Nadeau           | Abbie Santini                    |
| Tom Savini              | Arthur                           |
| Sara Venable            | Ama de casa víctima              |
| Fran Middleton          | Víctima del tren                 |
| Roger Caine             | Lewis (como Al Levitsky)         |
| George A. Romero        | Padre Howard                     |
| J. Clifford Forrest Jr. | Padre Zulemus                    |
| Tony Buba               | Traficante muerto por la policía |
| Pasquale Buba           | Traficante muerto por la policía |
| Clayton McKinnon        | Traficante muerto por la policía |

## Producción
La película fue rodada con un presupuesto bajo, filmada enteramente en lugares reales, y muchos de los miembros del reparto eran familiares y amigos de los cineastas. Fue filmada en Braddock, un suburbio de Pittsburgh (Pennsylvania), durante el verano de 1976.
La película también es notable por ser la primera colaboración entre George Romero y el artista de efectos especiales Tom Savini.

## Estreno
La película se estrenó en el Festival de Cannes en mayo de 1977 y se presentó en los cines de Estados Unidos el 7 de julio de 1978.
La cinta fue relanzada en el Reino Unido con un DVD de 2 discos de 28 de junio de 2010 por Arrow Video con las siguientes características especiales:
- Versión para el cine en 5.1 y Sonido Stereo con opción de presentación de pantalla de 4:3 y 16:9
- Wampyr: La Versión italiana con subtítulos en inglés presentando la legendaria grabación de la banda Goblin
- Documental Europeo de Romero
- Comentarios en audio de Romero, Savini, Gornick y Rubinstein
- ‘Haciendo Martin’: Un documental
- Promocionales Originales de TV y Radio
- Foto Álbum de Martin
- 4 presentación de arte
- Póster
- Collector’s Booklet Exclusivo
- Set de 6 postcards del arte de los póster originales

### Versiones Alternativas
Originalmente, la película duraba más que la versión final, llegando hasta las 2 horas y 45 minutos. La versión original era totalmente en blanco y negro. Romero no tenía conocimiento de la existencia de ninguna copia.
Al igual que la obra de Romero Dawn of the dead, Martin fue editada para el mercado de Europa, bajo el título de Wampyr. Esta versión sólo está disponible en versión doblada al Italiano. La música para esta versión fue interpretada por la banda Goblin.

## Banda sonora
La banda sonora de Donald Rubinstein fue producida por Perseverance Records el 7 de noviembre de 2007.

## Recepción
La película obtiene valoraciones muy positivas en los portales de información cinematográfica. Es considerada por los fanes del cine de horror como una de las mejores películas ’’B’’ de terror de los años 70 y es citada a menudo entre los mejores trabajos de Romero. En la página web Rotten Tomatoes 22 de los 23 reseñas contadas fueron positivas, obteniendo un 90% de fresco, y del 76% entre los 7.236.

"George A. Romero todavía está limitado por presupuestos aparentemente bajos. Pero ha insertado algunas escenas retrospectivas en tonos sepia de Martin en Rumania que son extraordinariamente sugerentes."
Variety 

En IMDb la película obtiene una valoración de 7,1 sobre 10 con 9.410 puntuaciones. En Metacritic obtiene una puntuación positiva con 68 sobre 100.

Martin toca cualquier cantidad de enfermedades posteriores a la Guerra de Vietnam (decadencia urbana, drogadicción, crisis de fe...) verosimil lo que permite una exploración profundamente considerada de la capacidad del horror para comentar sobre la sociedad, una especie de respuesta tardía a Targets de Peter Bogdanovich. Al mismo tiempo Romero todavía hace de Martin a ser estrictamente una, excéntica, película de terror en la que la violencia tiene una plausibilidad incómoda, que contrasta marcadamente con la romántica vida de fantasía vampírica en blanco y negro."
The A. V. Club 

## Nueva versión
El 1º de mayo de 2010, Richard P. Rubinstein anuncio la producción de una nueva versión de la película.

## En la Cultura Popular
En su álbum de 1983, The Art of Falling Apart, Soft Cell incluyó una canción, con duración de 10:16, titulada «Martin» inspirada en el personaje de la película.